# Zoran Markovic
Ne doit pas être confondu avec le footballeur international serbe Zoran Mirković
Pour les articles homonymes, voir Marković.
Zoran Markovic est un footballeur international de futsal.
Zoran Markovic commence le futsal au Champs Futsal en remportant le seul titre national du club avec la Coupe de France 2002, et il passe également par les clubs d'Issy Futsal, du Sporting Paris et du Kremlin-Bicêtre.

## Biographie

### En club de football
Après être passé de Torcy (DSR) au Villemomble Sports (DH) en football durant l'été 2001, il rejoint Quincy-Voisins en Promotion d'Honneur un an après.
En janvier 2008, il est capitaine du CS Meaux football à 33 ans en DSR. À la fin de la saison 2007-2008, il rejoint le d'Ozoir-la-Ferrière. En septembre 2009, il est le maître à jouer de Saint-Soupplets en championnat d'Excellence.

### En club de futsal
Zoran Markovic commence le futsal au Champs Futsal et y remporte le seul titre national du club avec la Coupe de France 2002.
En 2006, il est finaliste de la Coupe de Franc  avec l'Issy Futsal. Il est capitaine de l'équipe pour la saison 2007-2008.
En janvier 2009, Zoran Markovic rejoint le Sporting Paris après être passé par Champs Futsal, Issy Futsal et Créteil Futsal. En 2010-2011, le Sporting et Markovic remportent largement la poule A du Championnat de France. Ils sont ensuite sacrés champions au terme des play-offs mais Markovic ne prend pas part à la finale.
Lors de la trêve hivernale 2012-2013, l’ancien International Zoran Markovic rejoint le Bagneux Futsal en championnat de France, entraîné par Mustapha Otmani et où il rejoint deux anciens coéquipiers Johan Ouadfel et Moustafa Kourar, après deux saisons au KB United où il est alors moins utilisé. 

### En équipe nationale
En janvier 2004, joueur de Champs Futsal, Zoran Markovic est convoqué en équipe de France de futsal pour les éliminatoires de l'Euro 2005. En décembre suivant, le nouveau sélectionneur Pierre Jacky convoque Markovic pour deux matches amicaux contre la Roumanie à Bucarest.
Markovic fait partie de la sélection qui accueille la Slovénie, la Lituanie et Chypre pour un tournoi en Lorraine en janvier 2006. Il dispute le mois suivant un tournoi à Chypre avec les Bleus.
En février, après deux matchs amicaux contre la Belgique, il est retenu pour les qualifications de l'Euro 2007 contre l'Italie, la Biélorussie et la Turquie. Le mois suivant, Markovic participe au tournoi de promotion du futsal avec l'équipe de France, le Paris Saint-Germain et France 98.
En janvier 2008, Zoran Markovic est retenu deux matchs prévus contre la Lituanie. En octobre suivant, passé au Créteil Futsal, il est de la sélection nationale Futsal qui participe à un tournoi international à Caen en compagnie du Monténégro, de l'Angleterre et des Pays-Bas.
Peu après son arrivée au Sporting Paris, Markovic complète l'armada d'internationaux du club en étant convoqué pour deux matches amicaux contre la Macédoine à Kavadarci en janvier 2009.

## Palmarès
- Coupe de France (1)
  - Vainqueur : 2002 (Champs)
  - Finaliste : 2005 et 2006 (Issy)

Lors des deux saisons de Zoran Markovic au Sporting Paris, le club remporte la Coupe de France 2009-2010 puis le doublé coupe-championnat. Mais il n'est pas fait mention du joueur lors des finales. Il n'est donc pas reconnu vainqueur des compétitions. Il en est de même pour la Coupe de France 2013-2014 et le championnat 2014-2015 remportés par le Kremlin-Bicêtre.